# Ellen Arthur
Ellen Lewis "Nell" Herndon Arthur (30 de agosto de 1837 – 12 de enero de 1880) fue la esposa del 21.º presidente de los Estados Unidos, Chester A. Arthur. Falleció de neumonía en enero de 1880; su marido fue elegido vicepresidente en noviembre. Alcanzó la presidencia en septiembre de 1881 cuando el presidente James Garfield fue asesinado.

## Primeros años
Ellen Lewis Herndon, llamada familiarmente "Nell," nació en la Culpeper Court House, Virginia, hija única de William Lewis Herndon y Frances Elizabeth Hansborough (10 de octubre de 1817 – 5 de abril de 1878). Su padre era un capitán de la armada naval que obtuvo renombre nacional en 1857 cuando se hundió con su barco, el buque correo a vapor SS Central America, junto con más de 400 pasajeros y tripulantes. Fue el naufragio con más víctimas mortales de un navío comercial de su época. Herndon había conseguido evacuar 152 mujeres y niños a otro barco durante un fuerte huracán en el Cabo Hatteras, pero su propio barco no pudo ser salvado. Nell tenía 20 años cuando su padre murió. Uno de los hermanos de su padre era Matthew Fontaine Maury, otro notable oficial naval y explorador.

## Matrimonio y familia
Nell y el futuro 21.º presidente de EE. UU. Chester A. Arthur fueron presentados a finales de 1856 por su primo Dabney Herndon Maury, un amigo de Arthur, en Nueva York. Arthur le propuso matrimonio en el porche del Hotel de Estados Unidos en Saratoga Springs, Nueva York después de un breve noviazgo.
Arthur, con 30 años, se casó con Herndon, de 22, el 25 de octubre de 1859, en la Calvary Episcopal Church de Nueva York. El día era el de la fecha de nacimiento de su padre. Arthur, que era de la zona rural de Vermont, se dice que aprendió a vestir con elegancia en el Union College, y los salones y reuniones de la alta sociedad neoyorquina. La pareja era conocida por las fiestas que ofrecían en su casa de Lexington Avenue en Manhattan.
Una soprano talentosa, Nell Arthur cantó en el Mendelssohn Glee Club y actuaba en actos benéficos. Los Arthur parecían tener un matrimonio fuerte, pero se volvió tenso debido a las actividades políticas de Chester, que le ocupaban la mayor parte de su tiempo, y las lealtades durante la Guerra de Secesión. Mientras Arthur servía en la milicia de Nueva York durante el conflicto, su esposa simpatizaba en privado con la Confederación, por la cual luchaban muchos de sus parientes en Virginia.
Los Arthur tuvieron dos hijos, uno de los cuales murió niño, y una hija:
- William Lewis Arthur (1860–1863), murió de convulsiones a los dos años y medio, devastando a sus padres.
- Chester Alan Arthur II (1864–1937) – se graduó en la Universidad de Princeton en 1885 y se fue a la Columbia Law School. Se convirtió en un caballero ocioso. El presidente Arthur advirtió a su hijo en el lecho de muerte que no entrara en política. Alan Arthur viajó mucho, mantuvo un buen establo de caballos, y confiaba en el polo para hacer ejercicio. Un conocido playboy, se casó a los 36 años con Myra Townsend Fithian, una rica heredera de California. La pareja se separó después de 16 años de matrimonio y se divorciaron en 1927. Finalmente se estableció en Colorado Springs. En 1934 se casó con Rowena Graves, una empresaria de bienes raíces y seguros. De su primer matrimonio fue padre de dos hijos: una hija Myra que no sobrevivió al parto y Chester Alan "Gavin" Arthur III (1901-1972) que se casó pero no tuvo ningún hijo.
- Ellen Hansbrough Herndon Arthur (1871–1915) – Todavía una niña cuando su padre era presidente, fue protegida de la prensa. Se casó con Charles Pinkerton y vivió en la ciudad de Nueva York.

## Prominencia social
La red social de Nell entre las familias de la élite neoyorkina ampliaron los contactos políticos de Chester. El matrimonio formaba una pareja destacada de la alta sociedad cuya ambición por obtener reconocimiento y prestigio acompañaría el ascenso de Chester en la política. Entre los amigos de Nell se encontraban los Vanderbilt, Astor, y Roosevelt. La riqueza de su madre les permitió lujos como la casa de tres pisos en Lexington Avenue decorada con caros muebles de Tiffany's, que Arthur no podría haber pagado por sí mismo. Liberado de la necesidad de obtener suficientes ingresos para apoyar el lujoso estilo de vida que la pareja disfrutaba, Arthur pudo dedicarse al partido Republicano de Nueva York, y finalmente se elevó a través del patronazgo político a la posición de Ayudante General de Nueva York, con el rango del Ejército de los EE. UU. de general de brigada. Su canto como solista en el Mendelssohn Glee club le ganó renombre propio.

## Muerte prematura
El 10 de enero de 1880, Nell Arthur se resfrió. Rápidamente desarrolló neumonía y murió solo dos días después, el 12 de enero de 1880 a los 42 años. Fue enterrada en el terreno de la familia Arthur en Albany, Nueva York.
La hermana del presidente Mary McElroy sirvió como anfitriona y primera dama no oficial para las actividades sociales de Arthur como presidente. Ella también cuidó de los hijos de Arthur, entonces con 16 y 9 años de edad.
Arthur lamentó profundamente la muerte de su esposa. Después de tomar el cargo como presidente, Arthur, que podía ver la iglesia episcopal de St. John desde su oficina, encargó una vidriera dedicada a su mujer en la iglesia. La mandó instalar desde donde la podía ver por la noche, ya que las velas se mantenían encendidas dentro del templo. Además, ordenó que se colocaran flores frescas diariamente ante su retrato en la Casa Blanca.